# Eine vollkommen erlogene Geschichte
Eine vollkommen erlogene Geschichte ist ein Kinderfilm des DDR-Fernsehens aus dem Jahr 1977.

## Handlung
Es ist Zeugnistag vor den Sommerferien, und wegen seiner Vier in Mathe versteckt Tobias sein Zeugnisheft im Kohlenkeller. Er erzählt seinen Eltern, die Lehrerin Frau Müllermann hätte ihm sein Zeugnis noch nicht gegeben, weil sie sich überlegen will, die Mathenote doch noch zu ändern. Er und seine Schwester Caroline befürchten, dass sie die Ferien nicht wie geplant bei ihrer Oma an einem See in Mecklenburg verbringen dürfen, sollte die Lüge auffliegen. Abends im Bett fantasieren sie, wie schön es wäre, einen magischen „Wahrmacher“ zu besitzen: etwas, das die Wirklichkeit so verändert, dass jede ihrer Lügen wahr wird.
Am nächsten Morgen erfahren sie, dass die Lehrerin die Eltern abends noch besucht hat, mit Tobias’ Zeugnisheft und der in eine Drei geänderten Mathenote. Zunächst verstehen die beiden die Zusammenhänge nicht. Als sie auf dem Weg zur Oma und bei ihr zu Hause sich wieder durch Schwindeleien den Tag erleichtern oder sich aus schwierigen Lagen befreien wollen, werden ihre Lügen prompt wahr – die beiden erkennen, dass sie tatsächlich einen „Wahrmacher“ haben. So rufen sie zum Beispiel der Oma zu: „Oma, du hast ja rote Haare!“, und schon färben sich die Haare rot, und die Oma behauptet, schon immer rote Haare gehabt zu haben. Nur umkehren lässt sich der wahrgemachte Zustand nicht mehr.
Beim Baden und Spielen mit den Kindern des Dorfes nutzen Tobias und Caroline ihren Wahrmacher, um mit ihrem Können anzugeben. So behauptet Tobias, er könne durch den ganzen See tauchen – und beweist es auch. Doch nach und nach werden die Behauptungen der beiden immer absurder, und die anderen Kinder wenden sich von den „Angebern“ ab. Wegen eines herbei-behaupteten Nilpferds im See kann dort auch niemand mehr baden. Die beiden geraten in Streit miteinander, schieben sich gegenseitig die Schuld zu und machen durch den Wahrmacher alles nur noch schlimmer. Schließlich wünschen sie sich, ihn niemals gefunden zu haben, und finden einen Weg, ihn loszuwerden: Sie behaupten einfach, dass sie keinen Wahrmacher hätten, und so muss dieser sich selbst zerstören, und alles ist wieder normal.

## Produktion
Der vom Fernsehen der DDR produzierte Film wurde in verschiedenen Orten in Mecklenburg gedreht und am 31. Dezember 1977 zum ersten Mal ausgestrahlt. 1980 lief er dann auch in den DDR-Kinos und 1981 auch in Ungarn. 2014 erschien er bei Icestorm Entertainment auf DVD.